# Radhošť
Radhošť (moravsky Radhošč) je hora v Moravskoslezských Beskydech na závěru výrazného Pustevenského hřbetu, 3 km jihozápadně od Trojanovic a 6 km severovýchodně od Rožnova pod Radhoštěm. S výškou 1129 m n. m. jde o sedmou nejvyšší horu Moravskoslezských Beskyd a o jejich nejzápadnější tisícovku.

## Sídlo Radegasta
Podle pověstí měl na Radhošti od pradávna sídlo slovanský bůh Radegast (Radhošť) – Bůh slunce, války a vítězství. Jeho podoba, jak ji ztvárňuje socha od Albína Poláška, nepůsobí zrovna mile a rozhněvat si ho by asi pro člověka nemuselo být příznivé. Přesto anebo právě proto Radegasta generace lidí milovaly i zatracovaly. Naši předkové k němu měli úctu. Zdaleka za ním přicházeli, aby mu přinesli dary - dobytek, část úrody, zvěř, kterou ulovili. Koncem jara pak na Radhošti staří Slované slavili letní slunovrat. O nocích se rozzářily vatry, lidé tančili a zpívali. Pohanské zvyky přetrvaly i do dob křesťanských a nezabránila tomu ani pověst, že modlu Radegasta prý strhli Cyril s Metodějem, kteří na místo postavili kříž.
Další povídání o Radegastově modle vypráví o tom, že byla uložena v jakémsi podzemním radhošťském chrámu. Zní to sice jako nějaká pohádka, ale je nutné vzít v úvahu, že na nedalekých Pustevnách je dnes už téměř nepřístupná soustava tzv. pseudokrasových puklin. V minulosti vedly do podzemí tři vchody a je pravděpodobné, že v průběhu 18. století se dalo projít z Pusteven na Radhošť v podzemí. Vztahuje se k tomu i jedna z pověstí o Sirotku z Radhoště.
Po středě 21. srpna 1968 byl mezi sochou Radegasta a vrcholem Radhoště i tábor vojáků sovětské armády "dočasně umístěných na území Československa".
V dnešní době se v létě pravidelně konají poutě na Radhošti, kterých se vždy účastní několik tisíc poutníků. V r.1939, na počátku nacistické okupace, bylo na pouti na Radhošť asi 50.000 poutníků.

## Stavby na vrcholu
Na vrcholu Radhoště se nachází kříž z roku 1805, kaple svatého Cyrila a Metoděje z let 1896–1898, sousoší obou věrozvěstů z roku 1931 a televizní vysílač. Kaple je nejvýše položená církevní stavba v ČR. V kapli je bronzová deska, připomínající návštěvu prezidenta republiky T. G. Masaryka na tomto místě 23. června 1928. Na hřebeni Radhoště stojí také socha Radegasta z roku 1930. Asi 300 m jihovýchodně od vrcholu stojí hotel Radegast, mezi hotelem a vrcholem je ještě služebna Horské služby. Těsně pod vrchol vede od západu lyžařský vlek, přímo na vrcholu je geodetický bod.

## Ochrana přírody
Na Radhošti byla v roce 1955 vyhlášena národní přírodní rezervace.

## Přístup
Radhošť je nejsnáze přístupný z Pusteven, kam vede lanovka z Trojanovic a kde je také parkoviště. Odtud vede západním směrem modře značená hřebenovka přes vrchol Radegast a kolem sochy Radegasta až na vrchol (4 km). Naopak nejhodnotnější výstup vede z Rožnova pod Radhoštěm po červené turistické značce (7 km s převýšením kolem 800 m).

## Výhled
Směrem k jihu jsou viditelné rovnoběžně uspořádané hřbety Hostýnsko-vsetínské hornatiny, Javorníků a Bílých Karpat. Východnímu obzoru dominují beskydské vrcholy Lysá hora, Smrk, Kněhyně a Čertův mlýn. V dálce jsou viditelné Strážovské vrchy, masív Malé Fatry a štíty Tater. Směrem k severu se otevírá pohled na Ostravskou pánev, kterou částečně zakrývá izolovaný masív Ondřejníku. Na severozápadě v popředí vystupuje oblá kopule Velkého Javorníku, za ní v dálce Velký Roudný a v pozadí Hrubý Jeseník. Směrem na západ se rozprostírá Moravská brána, lemovaná vyzdviženou plošinou Nízkého Jeseníku. Za výjimečně výborné dohlednosti lze spatřit i 261 km vzdálený alpský vrchol Schneeberg.

## Zajímavosti
- Po Radhošti se tradičně pojmenovávají i vlaky. V letech 2015 až 2018 to byl jeden pár vlaků EuroCity (v roce 2018 expres) společností České dráhy a ZSSK v trase: Praha - Olomouc - Horní Lideč - Žilina a zpět. V současnosti (2020) se po Radhošti jmenuje jeden pár spěšného vlaku z Brna do Valašského Meziříčí a zpět.
- Hora Radhošť leží na hranici katastrů dvou obcí, Dolní Bečvy a Trojanovic. Tím pádem je na území dvou okresů, Vsetína a Nového Jičína, takže i na hranici dvou krajů – Zlínského a Moravskoslezského. A je také na hranicích Olomoucké arcidiecéze a Ostravsko-opavské diecéze. Zároveň jedna strana hory je v povodí řek tekoucích do Baltského moře a na druhé straně zase tečou do Černého moře.

## Fotogalerie

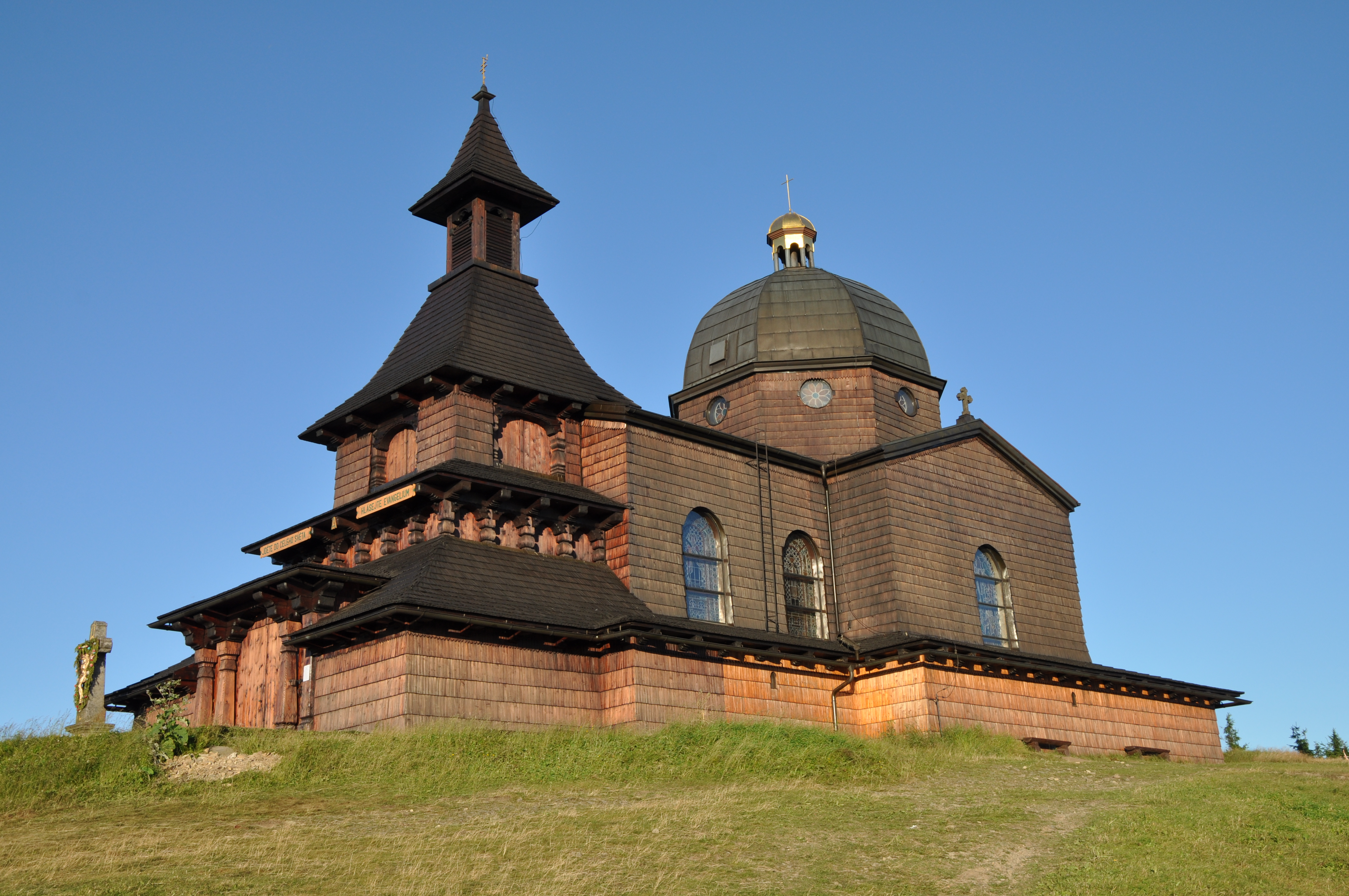
Kaple svatého Cyrila a Metoděje na vrcholu
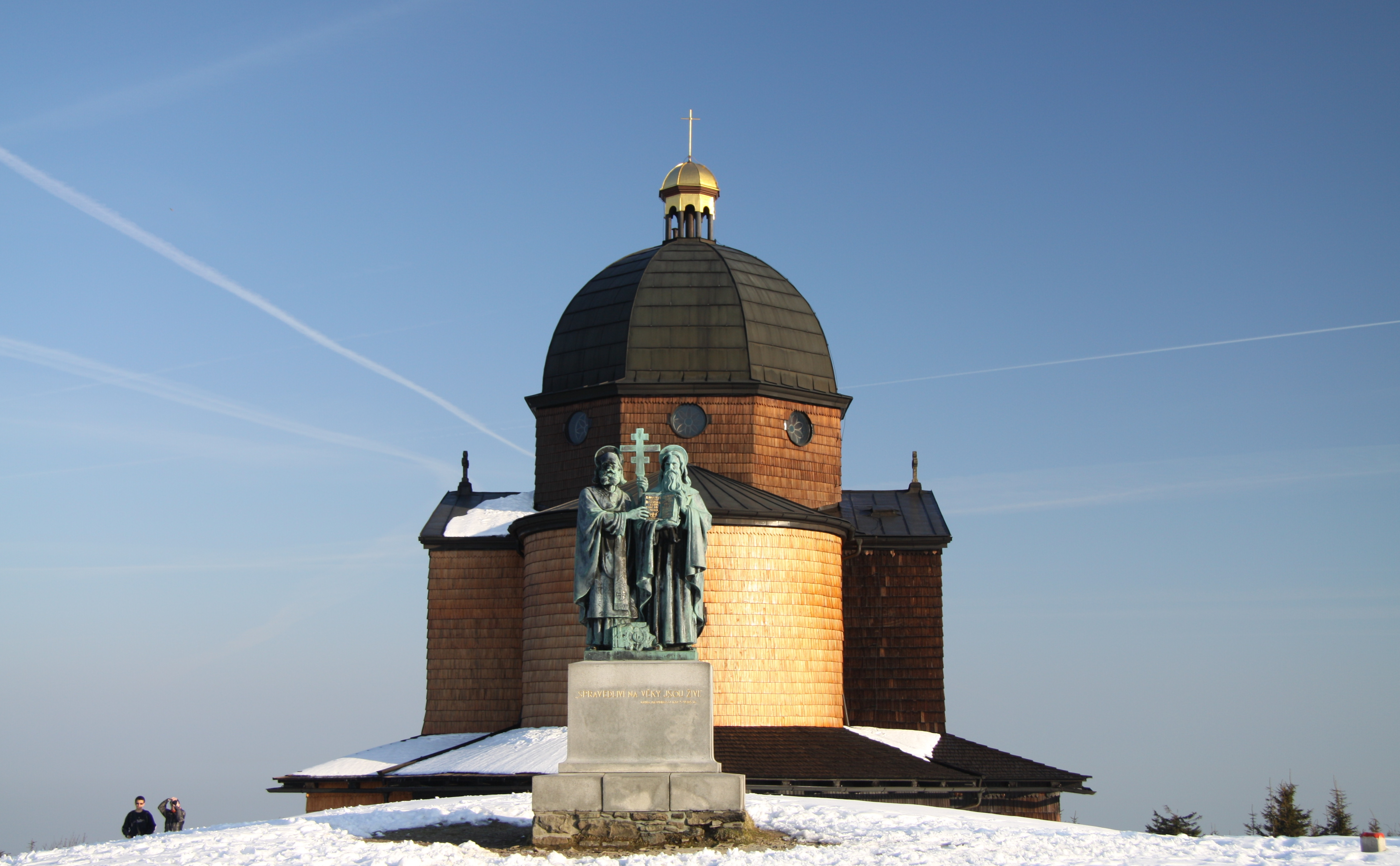
Kaple svatého Cyrila a Metoděje se sousoším obou světců
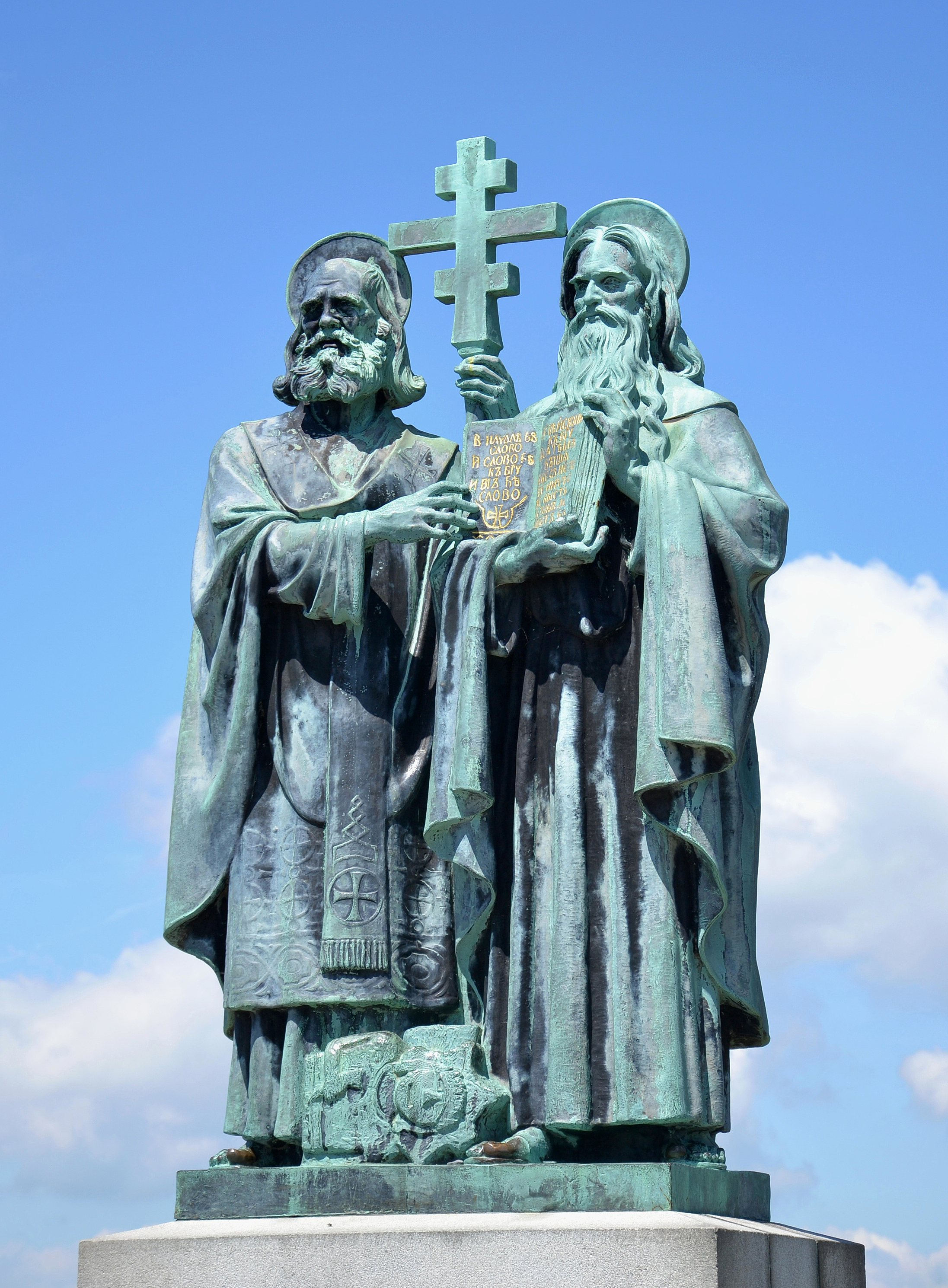
Sousoší Cyrila a Metoděje
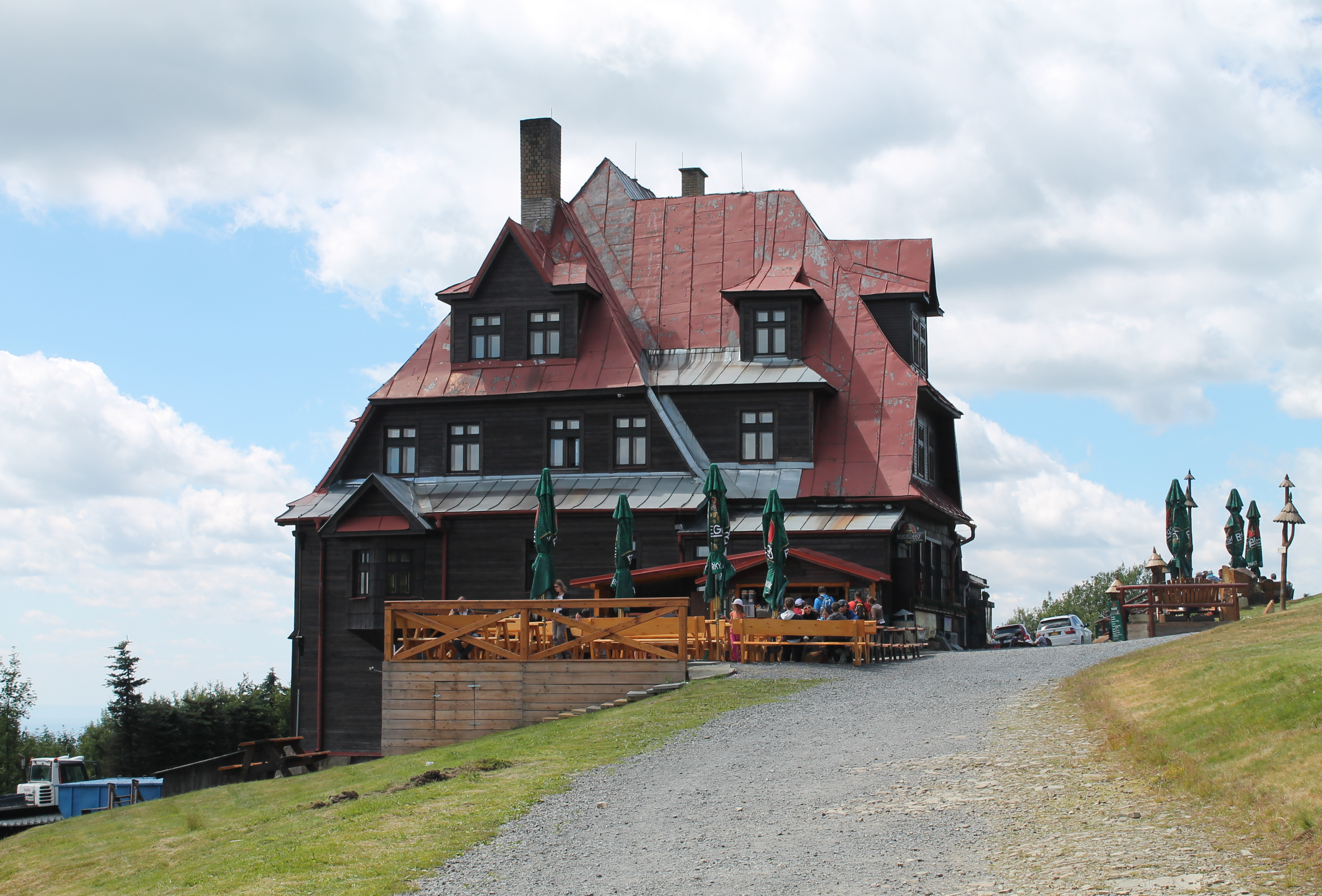
Hotel Radegast nedaleko vrcholu Radhoště
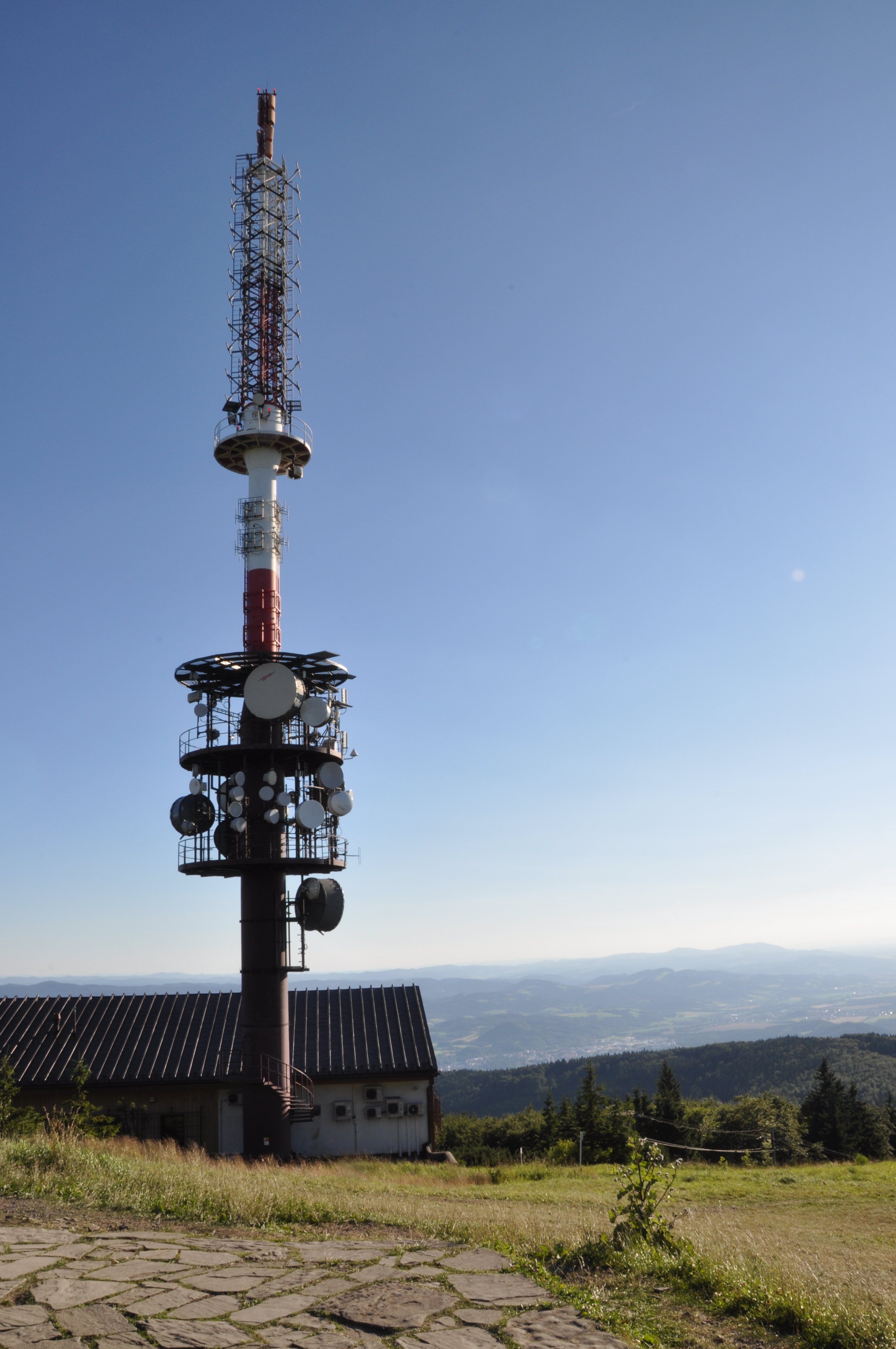
Vysílač na Radhošti
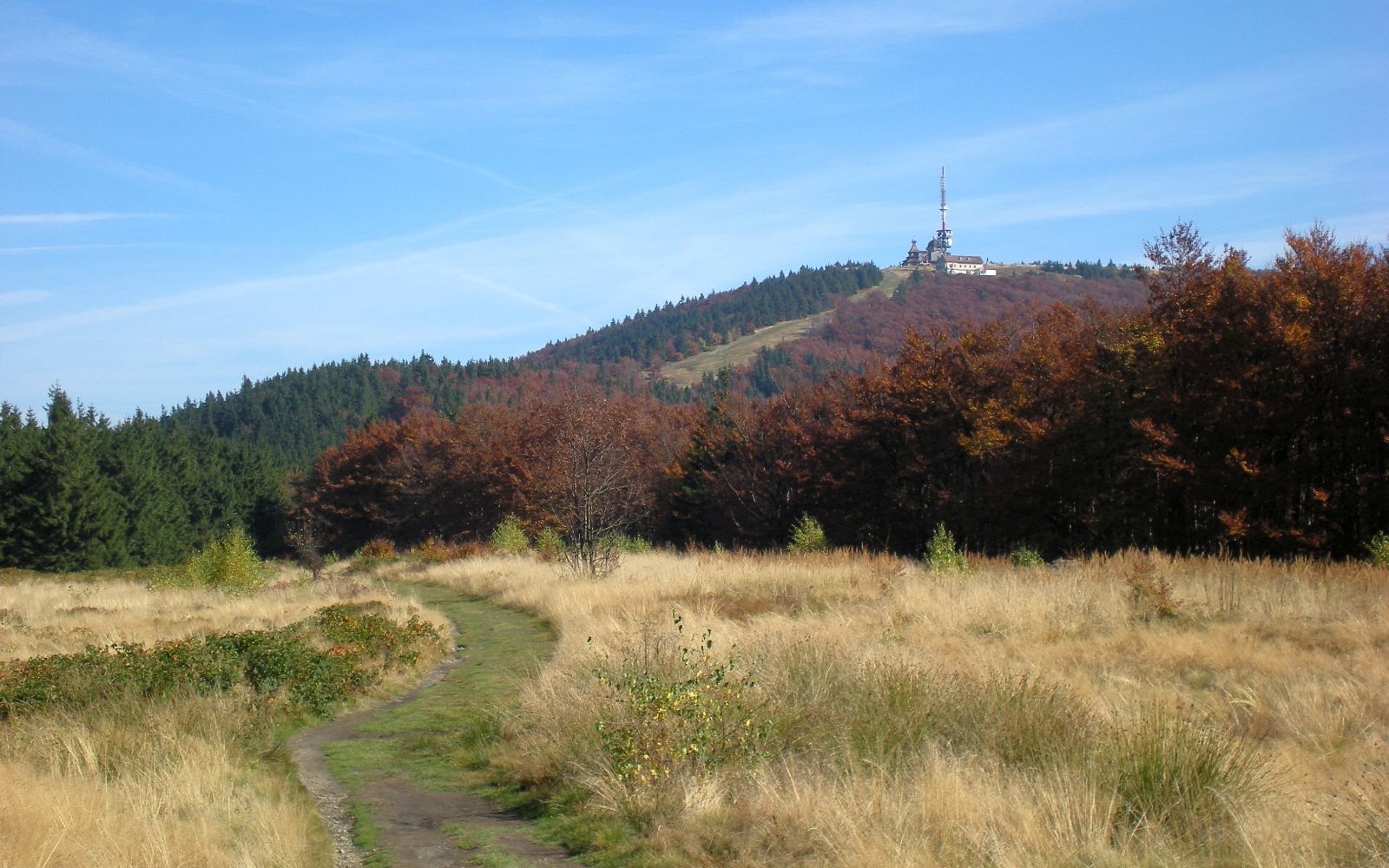
Pohled na Radhošť od Velké Polany
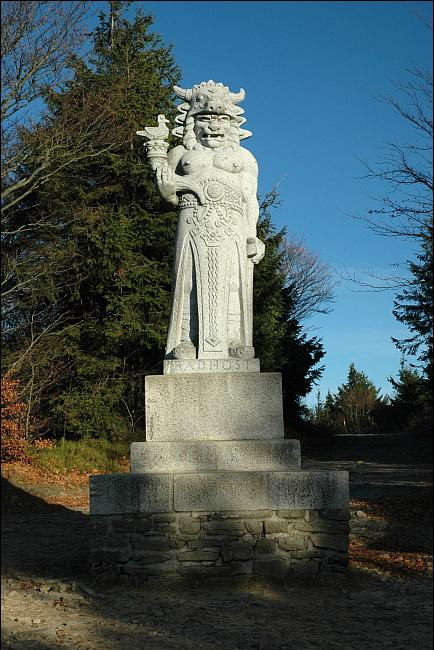
Nová žulová socha Radegasta na Radhošťském masivu.
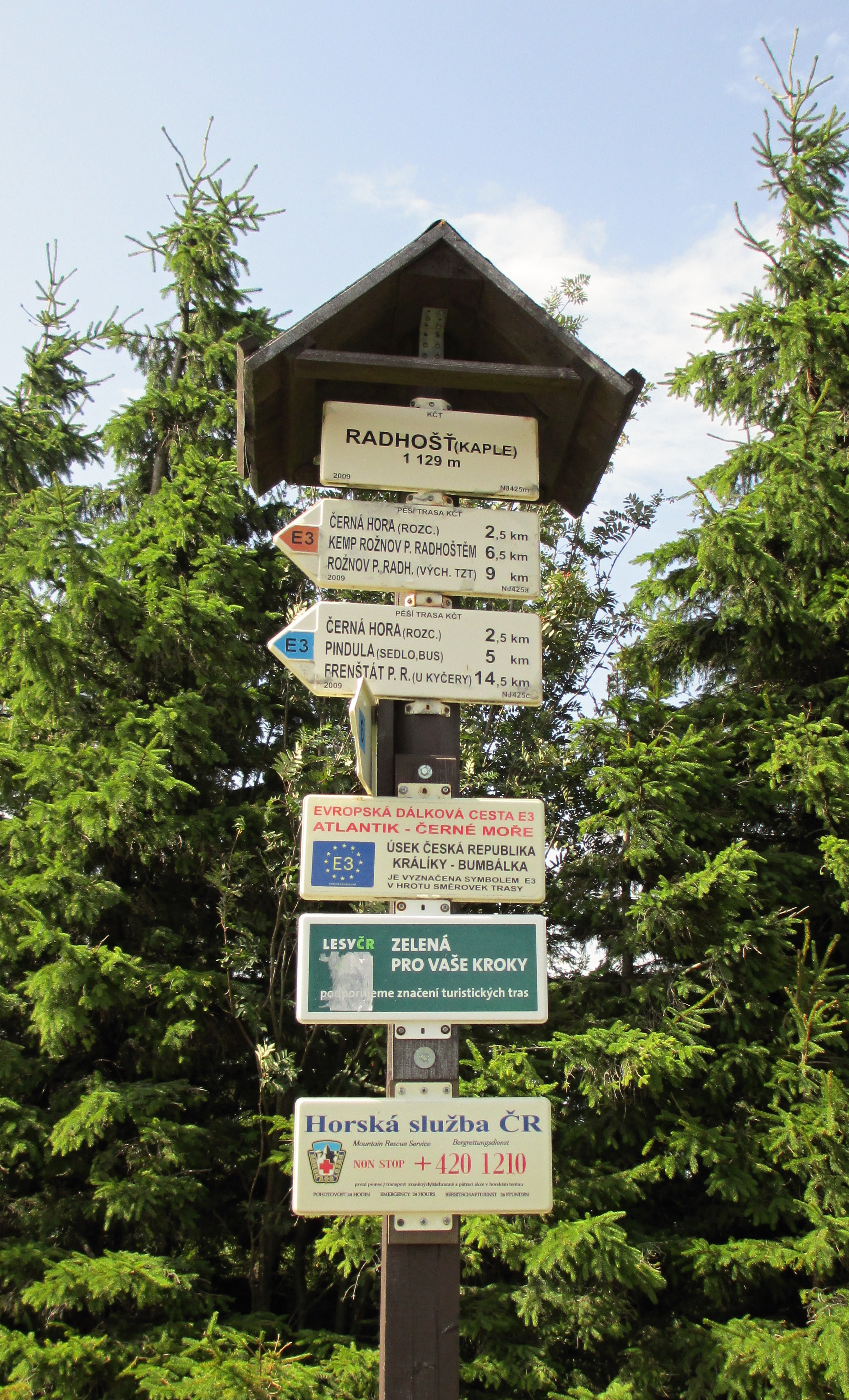
Turistický rozcestník na Radhošti